# روباه پرنده تالائود
روباه پرنده تالائود (نام علمی: Acerodon humilis) نام یک گونه از تیره خفاش میوه‌خوار است. این گونه بومزاد جزایر تالائود واقع در کشور اندونزی می‌باشد. زیستگاهش باتلاق است.